# Hiroši Saeki
Hiroši Saeki (japonsko 佐伯 博司), japonski nogometaš, * 26. maj 1936, Hirošima, Japonska. † 2010.
Za japonsko reprezentanco je odigral štiri uradne tekme.